# Pietati proximum
La Pietati proximum, detta anche Bolla d'oro di Rieti, fu una bolla pontificia emessa da papa Gregorio IX il 3 agosto 1234 a Rieti, con la quale il pontefice confermava all'Ordine Teutonico la signoria sulla Terra di Chełmno a est del corso inferiore della Vistola, così come sulle ulteriori terre occupate in Prussia dall'Ordine ("in eterna e libera proprietà"). L'Ordine Teutonico doveva essere sottoposto alla sola autorità papale e non ad altre autorità feudali. La Bolla d'oro di Rieti rappresentò la registrazione formale di una dichiarazione orale fatta già nell'agosto (o settembre) del 1230 all'Ordine. Fu l'ostinazione del Gran Maestro dell'Ordine Ermanno di Salza a ottenerne infine una conferma scritta. Questa bolla fu la corrispondente pontificia a quella imperiale del 1226 (ma secondo studi del 1994 la sua promulgazione si ebbe nel quarto decennio del XIII secolo), da cui il nome Bolla d'oro di Rieti, e al trattato di Kruschwitz del 1230 con il duca polacco Corrado I di Masovia. La Bolla di Rieti fu confermata da papa Alessandro IV il 26 luglio 1257.